# Langoiran
Langoiran là một xã trong tỉnh Gironde, thuộc vùng Nouvelle-Aquitaine của nước Pháp, có dân số là 1997 người (thời điểm 1999). Xã nằm trong vùng đô thị của thành phố Bordeaux, khoảng 25 km về phía nam. Trong khi Langoiran trong năm 1962 còn có trên 1.571 dân cư thì năm 1999 đã có dân số là 1.997 người. Langoiran là một nơi trồng nho thuộc vùng trồng nho Premières Côtes de Bordeaux và Cadillac.

## Những người con của thành phố
- Alain Giresse, vận động viên bóng đá
- Arnaud Berquin, nhà văn